# Jim Jones (rapper)
Joseph Guillermo Jones II, beter bekend als Jim Jones (New York, 15 juli 1976), is een Amerikaans rapper. Hij is een lid van de hiphop collectief The Diplomats, ook wel bekend als Dipset. Hij is mede-eigenaar van Diplomat Records, samen met jeugdvriend en mede Harlem rapper Cam'ron. Jones is ook een gewezen videoclipregisseur onder de naam CAPO, voor artiesten als Cam'ron, Remy Ma, en State Property.
In 2004 bracht hij zijn debuutalbum uit, On My Way to Church. De release van zijn tweede album, Harlem: Diary of a Summer in 2005, viel samen met het verkrijgen van een leidinggevende positie in de A&R bij E1 Music. Een jaar later kwam zijn derde album Hustler's P.O.M.E. (Product of My Environment), dat zijn grootste single tot nu toe heeft voortgebracht, "We Fly High".

## Discografie
Albums
- On My Way to Church (2004)
- Harlem: Diary of a Summer (2005)
- Hustler's P.O.M.E. (Product of My Environment) (2006)
- Pray IV Reign (2009)
- The Rooftop (met DJ Webstar) (2009)
- Capo (2011)
- Wasted Talent (2018)ugly
- El Capo (2019)

- Bibsys: 10048935
- Bibliothèque nationale de France: cb15584326v (data)
- Gemeinsame Normdatei: 138160740
- International Standard Name Identifier: 0000 0000 7691 0511
- Library of Congress Control Number: no2005083670
- MusicBrainz: 81148ae0-47e9-4830-ac97-8e69b6c71706
- Réseau des bibliothèques de Suisse occidentale: 02-A017806695
- Virtual International Authority File: 8734149296216080670003